# Melbourne Football Club
O Melbourne Football Club, conhecido como "Demons", é um clube profissional de futebol australiano que compete na Australian Football League (AFL). O clube foi fundado em 1858 é em Melbourne, Austrália, e joga suas partidas no Melbourne Cricket Ground.  É o clube mais velho de futebol australiano.